# 柔弱猫蛛
柔弱猫蛛（学名：Oxyopes tenellus）为猫蛛科猫蛛属的动物。在中国大陆，分布于海南等地。该物种的模式产地在海南尖峰岭。